# Taipingba
Taipingba (kinesiska: 太平坝) är en socken i sydvästra Kina. Den ligger i Fengdu härad i storstadsområdet Chongqing omkring 150 kilometer öster om det centrala stadsdistriktet Yuzhong. Antalet invånare är 3 257. Befolkningen består av 1 590 kvinnor och 1 667 män. Barn under 15 år utgör 25,0 %, vuxna 15-64 år 59 %, och äldre över 65 år 14,0 %.